# Albrecht Mayer
Albrecht Mayer (Erlangen, 1965) és un oboista i director d'orquestra clàssic alemany, alemany.
Nascut a Erlangen, Mayer va cantar de petit al cor de la catedral de Bamberg. Ha estudiat amb Gerhard Scheuer, Georg Meerwein, Maurice Bourgue i Ingo Goritzki començant la seva carrera professional el 1990 com a principal oboè de l'Orquestra Simfònica de Bamberg. Dos anys després passaria a ser principal oboè de l'Orquestra Simfònica de Berlín, càrrec que ocupa actualment junts amb Jonathan Kelly.
Paral·lelament desenvolupa la seva carrera com a solista. També és membre del "Bläserensemble Sabine Meyer" i de la "Mahler Chamber Orchestra" i toca regularment amb els "Berliner-Barock Solisten". Albrecht Mayer toca amb un oboè de la marca GEBR. Mönnig model Albrecht Mayer personalitzat, però el 2009 va canviar a una línia d'instruments de vent (oboè, oboè d'amore i trompa anglesa) que portava el seu nom pels fabricants d'instruments alemanys Gebrüder Mönnig.
Albrecht Mayer toca amb conjunts de la Filhamònica, la Filharmònica de Berlín Bläserensemble i els Solistes de vents de la Filharmònica de Berlín, entre altres formacions de música de cambra.

## Discografia
Com a solista
- Songs Without Words - Transcripcions per oboè i orquestra
- In search of Mozart, agost 2004, amb Claudio Abbado i la Mahler Chamber Orchestra
- Music for Oboe, Oboe d'amore, Cor anglais, and Piano - música de cambra del segle xix, amb Markus Becker.
- Bonjour Paris-2010-Àlbum on repassa composicions de compositors francesos (Fauré, Debussy, Ravel…)
- Albrecht Mayer in Venice (In Venedig) – Treballs de Marcello, Vivaldi i Albinoni. Decca. (2009)
- New Seasons: transcripcions de música de Händel per a oboè i orquestra interpretada per Mayer amb la Sinfonia Varsovia (Deutsche Grammophon 4760472)
- Lieder ohne Worte (Cançons sense paraules) - transcripcions de música de J. S. Bach per a oboè i orquestra, Nigel Kennedy (violí) i la Sinfonia Varsovia (Deutsche Grammophon 4760472)
- Concert doble per a oboè i violí de J. S. Bach, amb Kennedy (violí) amb la Filharmònica de Berlín (EMI Classics 5570162)
- Lost and Found – febrer de 2015, concerts d'oboè del segle xviii d'Hoffmeister, Lebrun, Fiala i Koželuh. (Deutsche Grammophon 479 2942 0)

apareix en
- Serenades for Wind Ensemble, gener 2006, EMI records
- Opus, amb la banda "Schiller"", Setembre 2013, Deutsche Grammophon